# Ian Young (Leichtathlet)
Ian Young (Ian Campbell Young; * 5. April 1911; † 2003) war ein britischer Sprinter.
Bei den British Empire Games 1934 in London gewann er Bronze über 100 Yards sowie mit der schottischen 4-mal-110-Yards-Stafette und wurde Fünfter über 220 Yards.

## Persönliche Bestzeiten
- 100 Yards: 9,9 s, 1934
- 200 m: 21,7 s, 16. Juni 1934, Belfast